# Molophilus (Molophilus) quadrispinosus
Molophilus (Molophilus) quadrispinosus is een tweevleugelige uit de familie steltmuggen (Limoniidae). De soort komt voor in het Nearctisch gebied.